# Таофинуу, Пий
Пий Таофинуу (англ. Pio Taofinu'u; 8 декабря 1923, Фалеалупо, Самоа — 19 января 2006, Апиа, Самоа) — первый полинезийский кардинал. Епископ Апиа с 11 января 1968 по 10 августа 1974. Епископ Самоа и Токелау с 10 августа 1974 по 10 сентября 1982. Апостольский администратор миссии sui iuris Фунафути с 10 сентября 1982 по 7 августа 1985. Архиепископ Самоа-Апиа и Токелау с 10 сентября 1982 по 26 июня 1992. Архиепископ Самоа-Апиа с 26 июня 1992 по 16 ноября 2002. Кардинал-священник с титулом церкви Сант-Онофрио с 5 марта 1973.

## Источник
- Информация  (англ.)